# شماره حساب بانکی بین‌المللی
شماره حساب بانکی بین‌المللی که مخفف International Bank Account Number (شماره حساب بین‌المللی بانک) می‌باشد و به اختصار IBAN گفته می‌شود، یک استاندارد بین‌المللی برای شناسایی حساب‌های بانکی می‌باشد.
این استاندارد فرمت‌های مختلفی در کشورهای مختلف دارد.
معمولاً از این کد هنگام واریز پول با واحد یورو به بانک‌های کشورهای اروپایی استفاده می‌شود.
از اول ژانویه سال ۲۰۰۷ میلادی، بانک مرکزی جمهوری اسلامی ایران، استفاده از این کد را برای حواله‌های ارزی اجباری کرده‌است.

## بر طبق کشور
ایران - شبا